# La Mort de la Mare de Déu
La Mort de la mare de Déu (en italià, Morte della Vergine) és una obra mestra del pintor italià Caravaggio. Està realitzat en pintura a l'oli sobre llenç, l'any 1606 i es conserva actualment al Museu del Louvre de París, amb el títol de La Mort de la Vierge.

## Història
És una obra propera al temps Mare de Déu amb el Nen i Santa Anna, actualment al Museu del Louvre. Li va ser encarregada per Laerzio Cherubini, un advocat papal, per a la seva capella a l'església carmelitana de Santa Maria della Scala al Trastevere, Roma, el 1601.
Aquesta pintura no va poder estar acabada abans de 1605-1606. La representació de la Verge Maria va causar un cert escàndol, i va ser rebutjada com a inadequada per a la parròquia. Per una banda, el pintor, Caravaggio, havia fugit de Romà doncs era acusat d’un assassinat. Per altra banda, les cames i preus descalços de la Mare de Déu es consideraven molt inapropiats, encara que Caravaggio ho pintà com una mostra d’afinitat amb les seves patrones, les Carmelites descalces. Addicionalment, es rumorejava que el pintor havia utilitzat una prostituta com a model. Finalment, en el seu lloc seu va posar un quadre sobre el mateix tema realitzat per Carlo Saraceni. Per tant, i per recomanació de Peter Paul Rubens, que la va exalçar com una de les millors obres de Caravaggio, el quadre va ser comprat pel Duc de Màntua, Vicenç Gonzaga, per tres-cents ducats. Abans d'abandonar Roma, aquesta obra va ser exposada a l'Accademia di San Luca durant dues setmanes, tanmateix, aleshores, Caravaggio havia abandonat Roma, per no tornar mai públicament. Durant una de les seves freqüents baralles a Roma, l'impulsiu Caravaggio va matar un home, Ranuccio Tomassoni, durant una lluita a espasa.
Després de pertànyer als Gonzaga, va formà part de la col·lecció d'art de Carles I dintre de la compra de la col·lecció Gonzaga per part de monarca anglès. Després de la seva subhasta de 1649, va passar al banquer Everhard Jabach i, mitjançant adquisició el 1671, al rei Lluís XIV de França.

## Anàlisi del quadre
És un llenç de gran mida representant la mort de la Mare de Déu. Era un tema debatut i no resolt per la doctrina catòlica. Aquest quadre es va realitzar en un temps en què el dogma de l'Assumpció de Maria no s'havia enunciat formalment «ex cathedra» pel papa. Encara que la seva assumpció en cos i ànima sigui un dogma, no hi ha evidència documental amb relació a la mort de Maria. Com va morir no és un dogma. Alguns van imaginar una dormició post - mortem com un moment al qual Déu va ressuscitar el seu cos no pútrid i ho va portar al cel. Altres van assenyalar que no va sentir dolor ni malaltia, ni por per la mort, ja que va morir sense pecat, i que ella va ser assumpta en cos sa i ànima, abans de la mort.
La pintura recorda l'Enterrament de Crist al Vaticà pel que fa a la seva mida, sobrietat i el naturalisme fotogràfic. El seu naturalisme és típic de la Contrareforma.
Les figures gairebé tenen mida real. El centre d'atenció del quadre és la figura de la Mare de Déu, representada de manera molt semblant a una dona del poble, sense atributs místics, evidenciant-se la seva santedat solament a l'halo. D'altra banda, la Maria de Caravaggio sí que està morta; els seus peus, inflats. No hi ha un núvol de querubins portant-la al cel com va fer una dècada abans Annibale Carracci a la Capella Cerasi. No representa una assumpció sinó la seva mort, amb la mà dirigint-se a terra. Si va sentir dolor o no és una cosa que no se sap, però queda clar que és víctima d'una malaltia. Els seus contemporanis van acusar Caravaggio d'usar com a model de Maria a una prostituta.

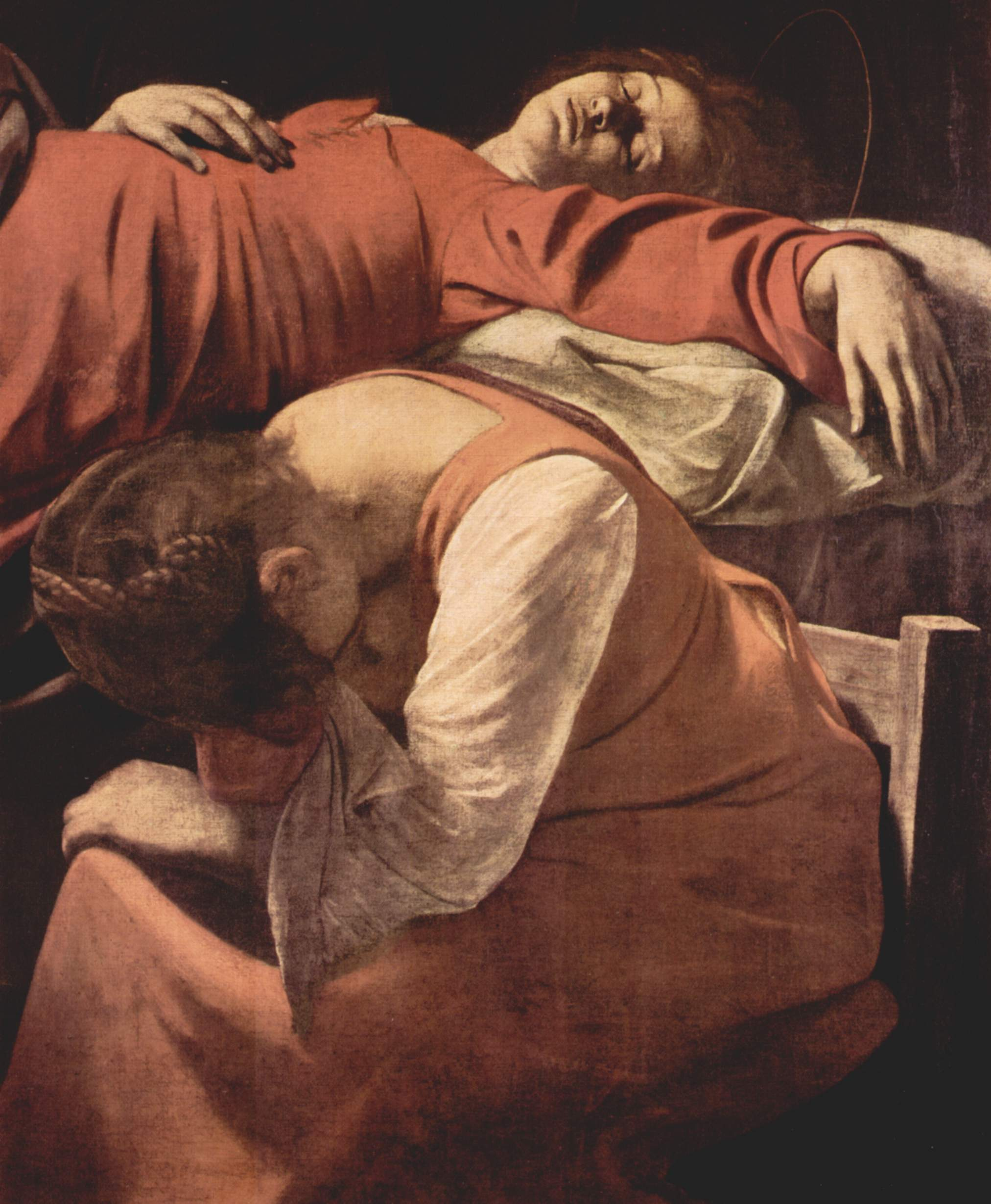
Detall del quadre on s'aprecia la figura a primer terme de Maria Magdalena i de la Mare de Déu

Prop de la Mare de Déu es troben Maria Magdalena i els Apòstols. En primer pla, Maria Magdalena plora asseguda en una simple cadira, amb el cap entre les mans. Els Apòstols, al seu entorn, també es mostren entristits, però no mitjançant expressions exageradament emotives, sinó ocultant els rostres. Caravaggio, mestre de les pintures fosques i tenebristes, no està interessat en un exercici manierista que capti la varietat d'emocions. D'alguna forma aquest és un dolor silenciós, no una crida als ploraners. Els gemecs discorren en un silenci emocional sense rostre. L'home gran a l'esquerra pot ésser sant Pere, i el que s'agenolla, al seu costat, potser és Joan Evangelista.
L'escena transcorre en un ambient humil. Els colors són molt foscos, amb els únics tocs lluminosos del vermell de la roba de la morta i un gran teló vermell que penja per la part superior del llenç, motiu usual en un quadre fúnebre. És pràcticament l'únic element d'una escenografia pobra.
Res no hi ha en aquest quadre que reveli la naturalesa sagrada del seu tema. El seu tractament és naturalista, també brutal i de gran cruesa, el que va motivar el seu rebuig. Per comprendre el quadre hem de tenir present que Caravaggio estava a la vora de les posicions pauperísticas de molts moviments religiosos contemporanis, com els Oratorians, les seves variants iconogràfiques van venir realitzades tenint present les exigències de devoció d'aquests moviments: Maria és retratada com una jove, perquè representa al·legòricament l'Església immortal, mentre que el ventre inflat, simbolitza la gràcia divina de la que està «gràvida». Alguns consideren inadequat aquest últim detall particular, neix la llegenda que l'artista es va inspirar en una prostituta ofegada al riu Tíber.
Es tracta d'una obra transcendental dintre de la història de la pintura. El tema sagrat s'ha despullat de tot manierisme i irrealitat. Els personatges es representen segons models del natural, persones del poble, i s'il·luminen de manera tenebrista. Representa de manera realista el dolor de la pèrdua d'un ser estimat. En aquest sentit, s'acosta al tractament que pintors de la Reforma com Rembrandt van donar als temes religiosos.

## Interpretació de l'obra
Context històric:
Caravaggio (1571-1610) va pintar la Mort de la Mare de Déu entre els 1605 i 1606 a Roma. Al segle xvi la majoria d'Estats importants d'Itàlia (Milà, la Toscana, Gènova...) estaven vinculats política i econòmicament a la Corona espanyola. Cal destacar que els Estats Pontificis, Roma, gaudien d'una qüestió de privilegi per ser la seu del cristianisme. A més en aquests anys Roma era el centre d'una intensa activitat artística relacionada amb la funció catequètica que desenvoluparia l'art a partir de la Contrareforma i concretament des del Concili de Trent (1545-1563). Caravaggio va obtenir molts encàrrecs d'obres per part d'esglésies romanes, sovint no exemptes de polèmica, fins al punt que algunes van haver de ser refetes o foren directament rebutjades, com és el cas de «la Mort de la Mare de Déu», que va tenir un destinatari ben diferent a l'original.
Significat cultural:
La majoria d'aquestes obres, així com la Mort de la Mare de Déu (1606) foren criticades per la jerarquia eclesiàstica i intel·lectuals de l'època pel seu excessiu realisme i per la vulgaritat dels personatges. L'artista no defugí del discurs religiós, sinó que canvià la seva lectura, donant a algunes de les seves obres un significat que estaria en sintonia amb les idees defensades per un sector innovador de la Contrareforma, l'ala pauperista, encapçalada pel Cardenal Federico Borromeo, vell conegut de Caravaggio i amic del seu col·lega del Monte. Es tractava d'un corrent de pensament que desitjava un retorn de l'església a la puresa, a l'austeritat i a la pobresa dels orígens, en contrast amb el luxe renaixentista. Aquest seria l'argument que justificaria la presentació d'uns personatges tan populars i unes escenes quotidianes. De tota manera moltes obres foren acusades de poc decoroses, mentre que d'altres foren rebutjades, com és el cas de la Mort de la Mare de Déu que fou un encàrrec per l'altar de l'església de Santa Maria della Scala, que pertanyia als carmelites de Roma i que va acabar a mans del Duc de Màntua,
El motiu de rebuig fou doble: d'una banda per una qüestió estètica, ja que l'obra fou considerada poc decorosa pel realisme i la vulgaritat dels models, així com pels rumors que corrien respecte a que el pintor havia fet servir una prostituta com a model de la Verge i a més perquè aquesta presentava les cames nues. D'altra banda hi havia una raó teològica relacionada amb la iconografia de l'obra. En primer lloc dir que no hi ha cap referència en el Nou Testament de la mort de Maria. Només l'existència d'alguna obra apòcrifa i les tradicions orals diuen que Maria va viure a casa de Joan un cop mort Crist. L'església sempre ha donat suport a la idea que Maria no va morir com tothom sinó que va pujar al cel amb cos i ànima. D'això no hi ha constància documental sinó que es tractava d'un dogma de l'església catòlica.
Quan Caravaggio va pintar l'obra aquest era un tema de debat entre els teòlegs i més encara en un context de Reforma Religiosa. Des d'aquest punt de vista és fàcil d'entendre el rebuig que provocà l'obra però també és important valorar el doble significat que li va donar l'autor. En un primer nivell aposta per la mort de la Mare de Déu en companyia dels apòstols i simbòlicament en companyia del seu fill, present a través de la llum. En un segon nivell el que aconsegueix l'obra és apropar el fet religiós a un sector més ampli de la societat.
La particular representació de la Mare de Déu no va agradar els monjos, de manera que va passar a formar part de la col·lecció de Vicenzo Gonzaga, duc de Màntua, aconsellat per Peter Paul Rubens, que feia poc havia arribat a Roma. Aquest pintor quedà fascinat pel rigor i el clarobscur de Caravaggio. L'any 1628 l'obra fou venuda al rei Carles I d'Anglaterra. A la mort del rei passà a ser propietat durant un temps d'un banquer parisenc, abans de ser adquirida per Lluís XIV. Actualment la podem admirar al Museu del Louvre de París.